# William Graham, 2.º Duque de Montrose
William Graham, 2º Duque de Montrose (27 de agosto de 1712 – 23 de setembro de 1790) foi um nobre britânico. Ele é o filho de James Graham, 1.º Duque de Montrose, e da sua esposa, Christian Carnegie, filha de David Carnegie, 3.º Conde de Northesk.

## Biografia
Educado no Eton College, sucedeu ao seu pai como Duque de Montrose em 1742.
Serviu como Chanceler da Universidade de Glasgow de 1743 a 1780.

## Casamento e descendência
Montrose casou-se com Lady Lucy Manners, filha de John Manners, 2.º Duque de Rutland, a 28 de outubro de 1742. 
Eles tiveram dois filhos:
- Lady Lucy Graham, que se casou com Archibald Douglas, 1.º Barão Douglas;
- James Graham, 3.º Duque de Montrose, que sucedeu como duque.[1][2]

Ele morreu aos 78 anos em Twickenham, Middlesex, Inglaterra.